# Mesoleptogaster convergens
Mesoleptogaster convergens là một loài ruồi trong họ Asilidae. Mesoleptogaster convergens được Frey miêu tả năm 1937. Loài này phân bố ở miền Ấn Độ - Mã Lai.